# 福岡高速6號島嶼城市線
福岡高速6號島嶼城市線（日语：／ Fukuoka kōsoku 6 gō airando shiti sen */?）是從日本福岡縣福岡市東區的福岡高速道路路線。都市計劃名稱為「福岡都市計劃道路1、4、8号自動車專用道路島嶼城市線」。另外也被稱為「臨港道路島嶼城市3號線」。

## 概要
福岡高速6號島嶼城市線是福岡高速1號香椎線與博多灣內的人工島福岡島嶼城市相連結的高速公路。該高速公路同時承擔緩和福岡市東部交通擁擠與滿足廣域的交通需要和港灣物流的增加，以及伴隨新青果市場開張帶來的交通需求，以交通圓滑化為目的興建。
建設費為401億日圓，工程於2016年開工。為了應對地震，在高速公路進行設計時亦有考慮到安全性。

## 交流道
- 全線位於日本福岡縣福岡市東區。

| 出入口編號 | 中文設施名     | 日文設施名 | 英文設施名 | 接續路線名 | 起點起計 （公里） | 備註               |
| ---------- | -------------- | ---------- | ---------- | ---------- | ----------------- | ------------------ |
| -          | 香椎濱JCT      |            |            | 香椎線     | 0.0               | 只限千鳥橋方向接續 |
| 601        | 島嶼城市出入口 |            |            |            | 2.5               |                    |

## 腳注
1. ↑   (PDF). 福岡北九州高速道路公社・国土交通省九州地方整備局・福岡市. 2021-02-24  [2021-02-24].
2. 1 2 3 4 5  . 福岡北九州高速道路公社.   [2020-12-30].
3. ↑  . 環境省. 2013-01-15  [2020-12-30].
4. ↑   (PDF). 福岡市. 2013-11-15  [2020-12-30].
5. ↑  . 福岡市役所. 2017-06-07  [2020-12-30].
6. ↑   (PDF). 福岡北九州高速道路公社.   [2020-12-30].

## 相關項目
- 福岡高速道路
- 九州地方道路列表

## 外部連結
- 福岡北九州高速道路公社 （页面存档备份，存于）